# Kurt Gieseler
Kurt Gieseler (nascido em 21 de janeiro de 1933) é um ex-ciclista alemão que competiu no ciclismo nos Jogos Olímpicos de Verão de 1956, pela equipe Alemã Unida.